# یواس‌اس وینچستر (اس‌پی-۱۵۶)
یواس‌اس وینچستر (اس‌پی-۱۵۶) (به انگلیسی: USS Winchester (SP-156)) یک کشتی بود که در سال ۱۹۱۷ تا ۱۹۱۹ در نیروی دریایی ایالات متحده به عنوان یک کشتی گشت خدمت کرد. طول آن ۲۲۵ فوت (۶۹ متر) بود. این کشتی در سال ۱۹۱۶ ساخته شد.